# 정진권, 이충훈의 2시만세
정진권, 이충훈의 2시만세는 전주MBC 표준FM(표준FM 101.7㎒, 표준FM 94.3㎒, AM 855㎑)에서 평일 오후 2시 15분부터 오후 4시까지 방송된 전라북도 지역의 라디오 프로그램이다. 현재 진행자는 가수 정진권, 전주MBC 아나운서 이충훈이다. 2017년 5월 12일 자로 3년만에 폐지되었다.

## 요일별 코너
- 월 - 미션 임파선이 붓도록
- 화 - 두시 나이뚜
- 수 - 두시 초대석
- 목 - 신의 혓바닥
- 금 - 노래 노래 젊어서 노래

## 같이 보기
- 전주MBC
- 전주MBC 표준FM
- 두시만세